# Uranotaenia aequatorianna
Uranotaenia aequatorianna är en tvåvingeart som beskrevs av Levi-castillo 1953. Uranotaenia aequatorianna ingår i släktet Uranotaenia och familjen stickmyggor.
Artens utbredningsområde är Ecuador. Inga underarter finns listade i Catalogue of Life.